# La Croix-Comtesse
La Croix-Comtesse är en kommun i departementet Charente-Maritime i regionen Nouvelle-Aquitaine i västra Frankrike. Kommunen ligger  i kantonen Loulay som ligger i arrondissementet Saint-Jean-d'Angély. År 2022 hade La Croix-Comtesse 223 invånare.

## Befolkningsutveckling
Antalet invånare i kommunen La Croix-Comtesse
Referens:INSEE